# Harpactea thaleri
Harpactea thaleri este o specie de păianjeni din genul Harpactea, familia Dysderidae, descrisă de Alicata, 1966. Conform Catalogue of Life specia Harpactea thaleri nu are subspecii cunoscute.